# Viktor Agardius
Viktor Agardius (23 oktober 1989) is een Zweeds voetballer.

## Carrière
Agardius begon zijn carrière bij Kristianstads FF. Hij doorliep er de jeugd en maakte in het seizoen 2007 zijn debuut in het eerste elftal. Agardius vertrok in 2012 naar Mjällby AIF, waar hij in drie seizoenen tot 77 wedstrijden kwam. Na de degradatie uit de Allsvenskan in het seizoen 2014 besloot Agardius te vertrekken bij Mjällby. Hij vervolgde zijn carrière bij Kalmar FF. Daar groeide hij uit tot basisspeler, maar na 5 seizoenen werd zijn contract niet verlengd.
Dinsdag 4 februari 2020 werd bekend dat Agardius zijn carrière vervolgde bij AS Livorno Calcio, dat op dat moment uitkomt in de Italiaanse Serie B. Voor de Zweed is het zijn eerste buitenlandse avontuur. Door de uitbraak van het coronavirus bleek het verblijf van Agardius beperkt tot één duel in Italië. Daarna keerde hij terug naar Zweden om te gaan spelen bij Mjällby AIF. Na een seizoen verruilde hij die club voor IFK Norrköping.

## Statistieken
| Seizoen  | Club            | Land   | Competitie       | Duels | Goals |
| -------- | --------------- | ------ | ---------------- | ----- | ----- |
| 2008     | Kristianstad FF | Zweden | Division 1 Södra | ?     | ?     |
| 2009     | Kristianstad FF | Zweden | Division 1 Södra | ?     | ?     |
| 2010     | Kristianstad FF | Zweden | Division 1 Södra | ?     | ?     |
| 2011     | Kristianstad FF | Zweden | Division 1 Södra | 23    | 2     |
| 2012     | Mjällby AIF     | Zweden | Allsvenskan      | 21    | 1     |
| 2013     | Mjällby AIF     | Zweden | Allsvenskan      | 28    | 0     |
| 2014     | Mjällby AIF     | Zweden | Allsvenskan      | 28    | 0     |
| 2015     | Kalmar FF       | Zweden | Allsvenskan      | 24    | 0     |
| 2016     | Kalmar FF       | Zweden | Allsvenskan      | 12    | 0     |
| 2017     | Kalmar FF       | Zweden | Allsvenskan      | 12    | 0     |
| 2018     | Kalmar FF       | Zweden | Allsvenskan      | 27    | 0     |
| 2019     | Kalmar FF       | Zweden | Allsvenskan      | 27    | 1     |
| 2019/'20 | Livorno         | Italië | Serie B          | 1     | 0     |
| 2020     | Mjällby AIF     | Zweden | Allsvenskan      | 26    | 0     |
| 2021     | IFK Norrkoping  | Zweden | Allsvenskan      | 0     | 0     |
| Totaal   | Totaal          | Totaal | Totaal           | 229   | 4     |